# 1477
Het jaar 1477 is het 77e jaar in de 15e eeuw volgens de christelijke jaartelling.

## Gebeurtenissen
januari
- 5 - Slag bij Nancy: Lotharingen en het Zwitsers Eedgenootschap onder René II van Lotharingen verslaan de Bourgondiërs onder Karel de Stoute die Nancy belegeren. Karel de Stoute sneuvelt, en wordt opgevolgd door zijn dochter Maria. Einde van de Bourgondische Oorlogen.
- 10 - De Delftse Bijbel wordt gedrukt, het eerste gedrukte Nederlandstalige boek.
- 28 - Hertogin Maria herbenoemt Adolf van Kleef tot stadhouder-generaal van de Nederlanden.
- januari - Lodewijk XI van Frankrijk maakt gebruik van de verzwakking van het hertogdom Bourgondië na de dood van Karel de Stoute door grote delen van het hertogdom te claimen en te bezetten. Begin van de Bourgondische Successieoorlog.

februari
- 11 - Groot Privilege: Maria van Bourgondië geeft toe aan wensen van de Staten-Generaal die een versterking van de gewesten en dus een decentralisatie van het bestuur inhouden. Het Parlement van Mechelen en de Rekenkamer van Mechelen worden vervangen door de Grote Raad van Mechelen.

maart
- 14 - Holland en Zeeland verkrijgen hun eigen Groot Privilege, waarbij Nederlands de bestuurstaal wordt en zuiderlingen worden uitgesloten van belangrijke functies.
- 19 - Maria van Bourgondië doet op verzoek van de prins-bisschop afstand van al haar rechten op het prinsbisdom Luik.
- 26 - Namens Maria vaardigt Adolf van Kleef een hofordonnantie uit, waarin de Vlaamse edelman Lodewijk van Gruuthuse tot opperceremoniemeester (chevalier d'honneur) en eerste kamerheer aan haar hof wordt benoemd. Ook moeten al haar brieven en mandementen zijn voorzien van zijn contraseign.

april
- 3 - Op de Vrijdagmarkt te Gent worden Gwijde van Brimeu, Willem Hugonet en enkele andere topfunctionarissen van het Bourgondische Rijk na een schijnproces onthoofd.
- 19 - In Brugge wordt het stadsbestuur afgezet en door nieuwe burgemeesters, schepenen en raadsleden vervangen, die het vertrouwen van de ambachten genieten. Vier schepenen van het afgedankte schepencollege worden gearresteerd, terwijl de

andere op de vlucht slaan.
- april - De Gelderse Staten verklaren zich onafhankelijk van Bourgondië en erkennen Adolf van Egmont opnieuw als hun landsheer. Begin van de Gelderse Onafhankelijkheidsoorlog.

juli
- 3 - De Universiteit van Tübingen wordt gesticht.
- 24 - Quedlinburg wordt door het leger van Ernst en Albrecht van Saksen bestormd en moet zich weer onderwerpen aan Hedwig van Saksen, abdis van Quedlinburg.

augustus
- 19 - Maria van Bourgondië trouwt in Gent met aartshertog Maximiliaan van Habsburg. Met steun van Maximiliaan en diens vader, keizer Frederik III, hoopt ze de Franse dreiging het hoofd te kunnen bieden.

september
- 20 - Bogislaw X van Pommeren huwt Margareta van Brandenburg.
- 27 - Cosmas- en Damianusvloed: Een stormvloed treft de kusten van de Noordzee, veroorzaakt meerdere dijkdoorbraken en vele slachtoffers. Walcheren komt volledig onder water te staan.

oktober
- 7 - In Gouda wordt Die hystorie vanden grooten Coninck Alexander gedrukt, het eerste in Nederland gedrukte niet-religieuze boek.

zonder datum
- De Vietnamezen vallen Lan Xang binnen, verslaan koning Sao Tia Kaphat en veroveren de hoofdstad Luang Prabang.
- De Ōuchi-clan verlaat Kioto. Einde van de Onin-oorlog.
- De Universiteit van Uppsala wordt opgericht.
- Nicolaas van Myra wordt beschermheilige van Lotharingen.

## Kunst

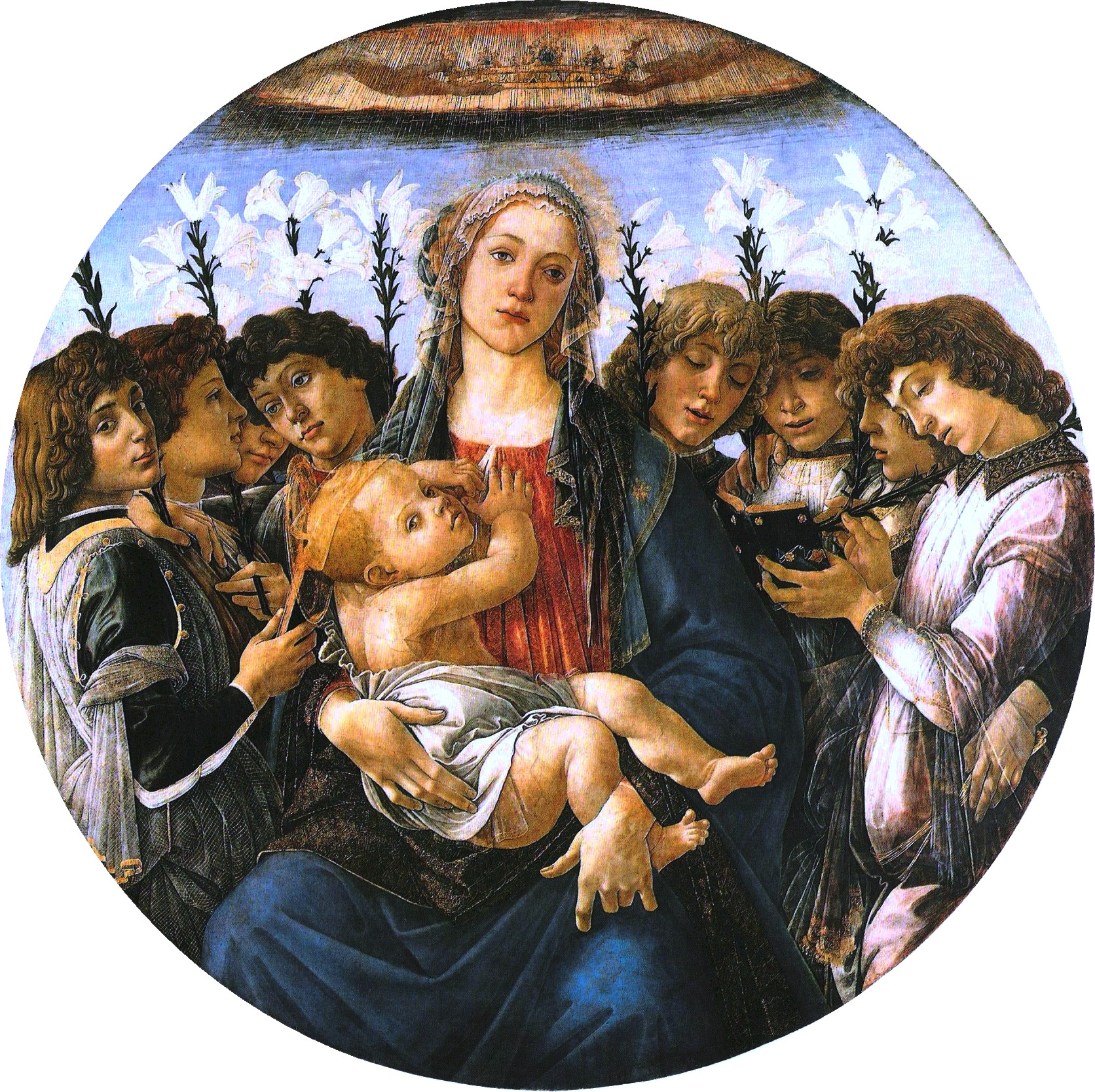
Sandro Botticelli: Madonna met kind en zingende engelen
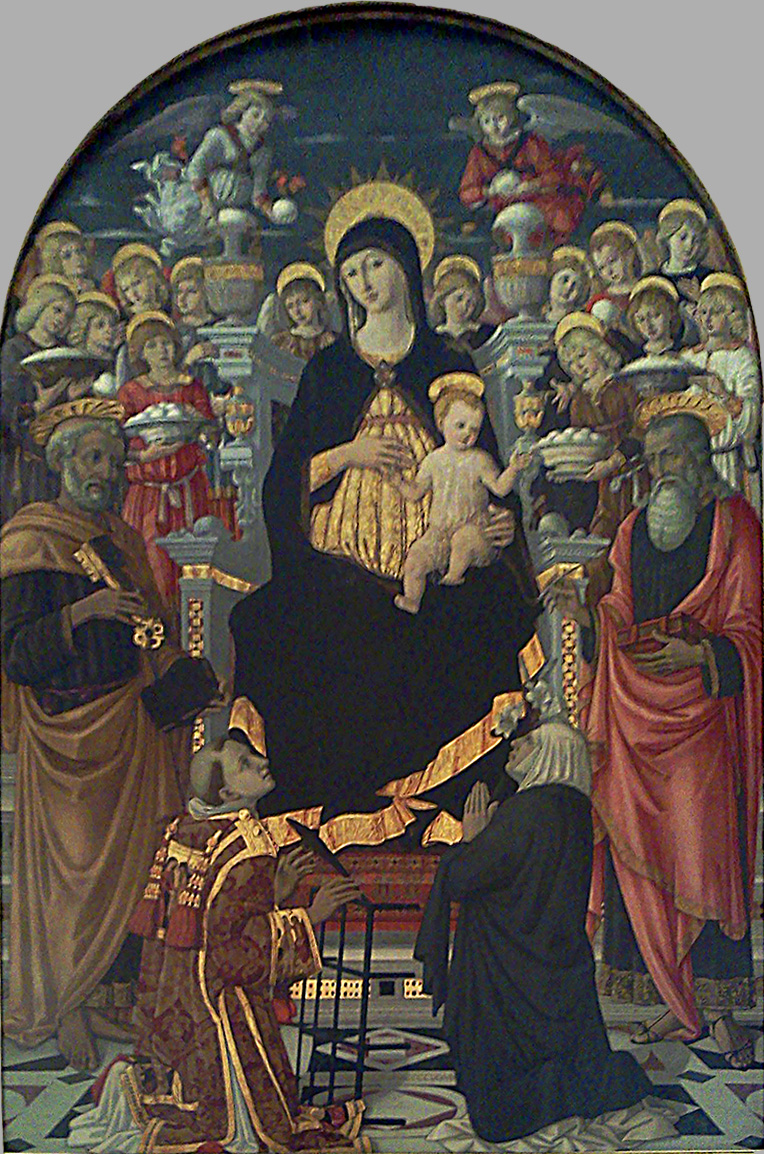
Matteo di Giovanni: Madonna della Neve
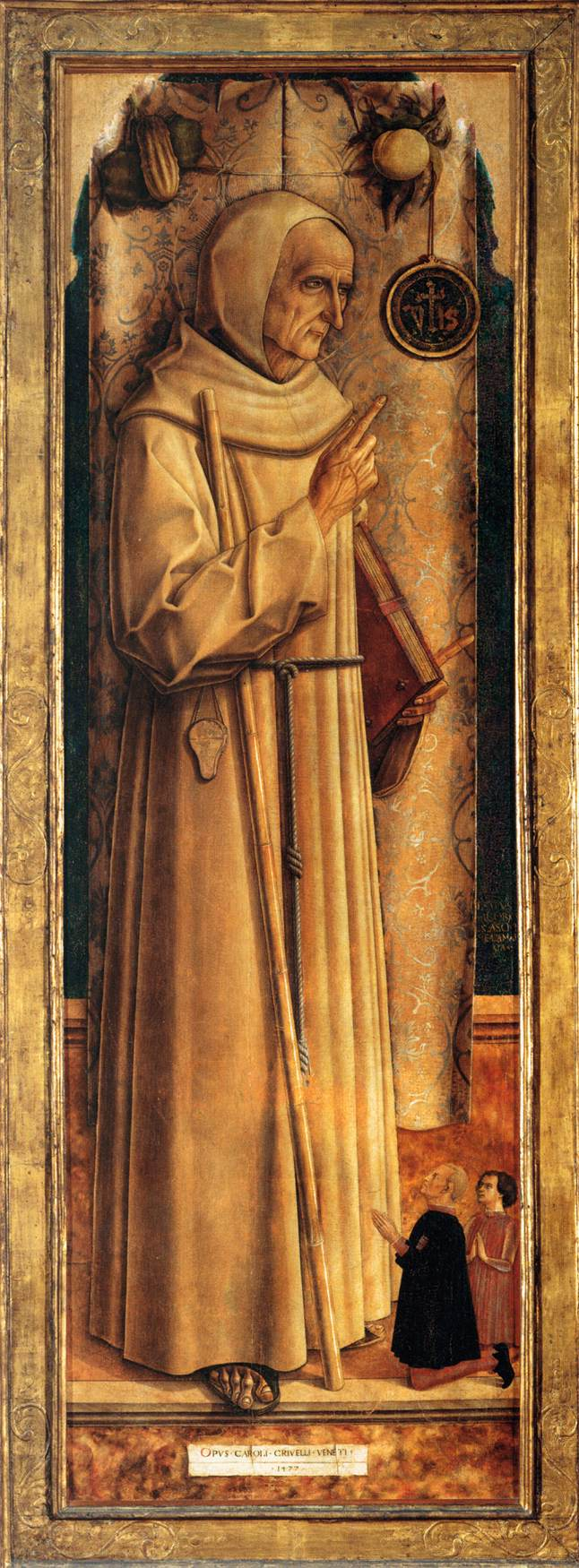
Carlo Crivelli: De Heilige Jacobus van Marche
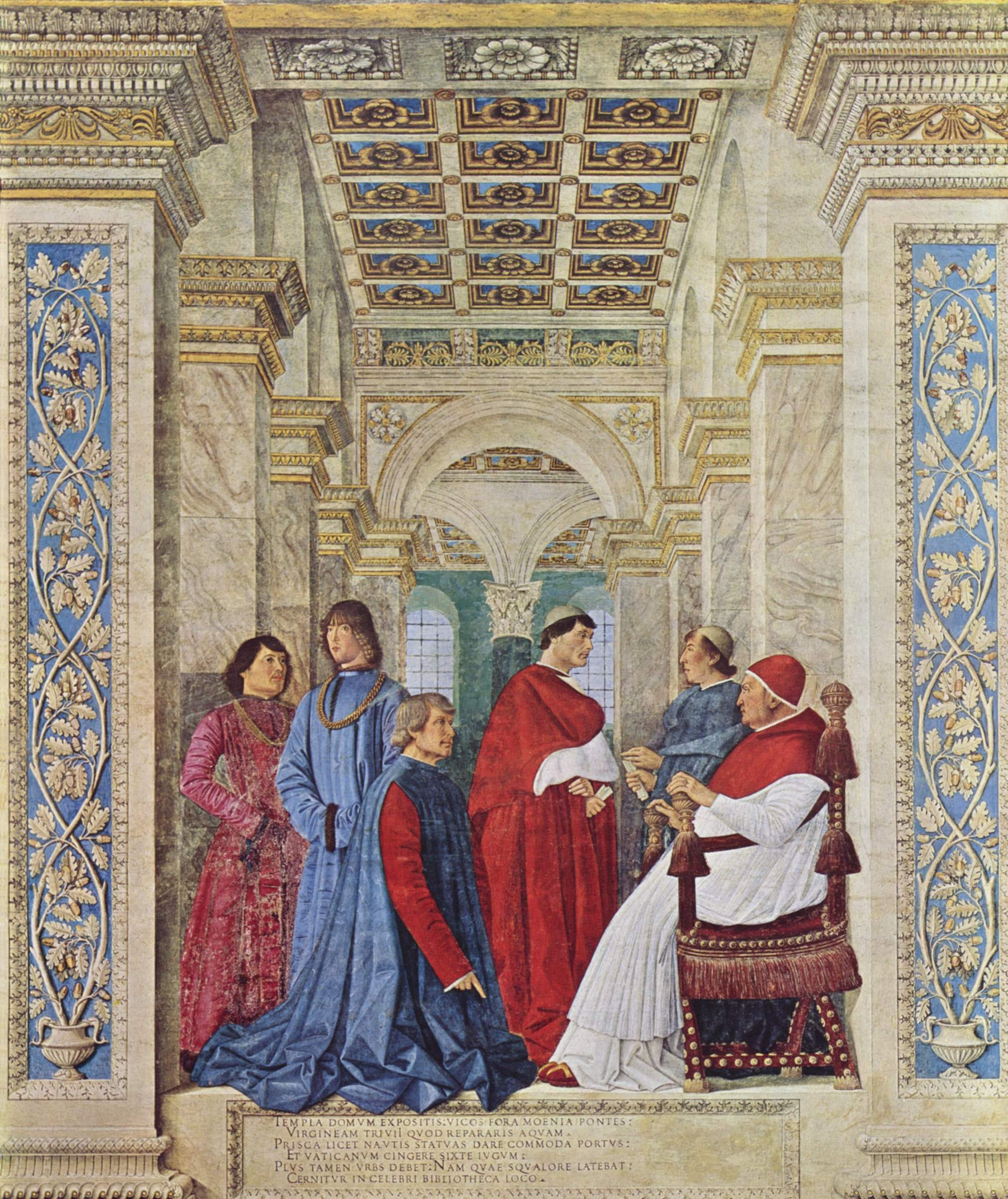
Melozzo da Forli: Sixtus IV benoemt Platina tot prefect van de Vaticaanse bibliotheek

## Opvolging
- Bourgondië: Karel de Stoute opgevolgd door zijn dochter Maria
- Duitse Orde (grootmeester): Hendrik VII Reffle von Richtenberg opgevolgd door Martin Truchsess van Wetzhausen
- Gelre: Karel de Stoute opgevolgd door Adolf van Egmond op diens beurt opgevolgd door zijn zuster Catharina van Egmont als regentes
- Holland en Zeeland (stadhouder): Lodewijk van Gruuthuse opgevolgd door zijn zwager Wolfert VI van Borselen
- La Marche: Jacob van Armagnac opgevolgd door Peter II van Bourbon
- Mecklenburg: Hendrik IV opgevolgd door zijn zoons Albrecht VI en Mecklenborg
- Nassau-Beilstein: Hendrik III opgevolgd door zijn neef Hendrik IV
- Sicilië (onderkoning): Guillermo Pujade opgevolgd door Juan Ramón Folch de Cardona y Ximenez de Arenós

## Afbeeldingen

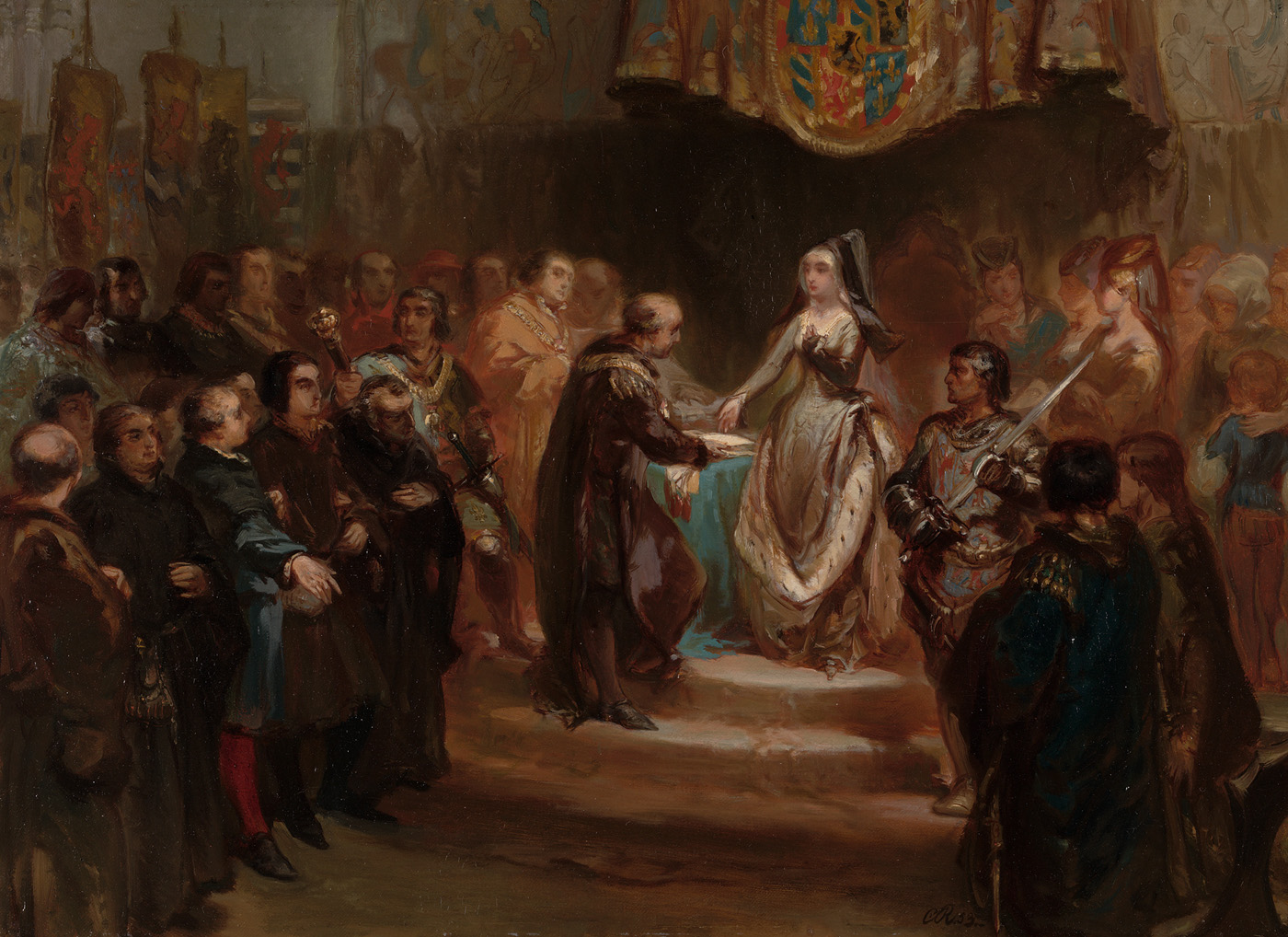
Maria van Bourgondië verleent het Groot Privilege
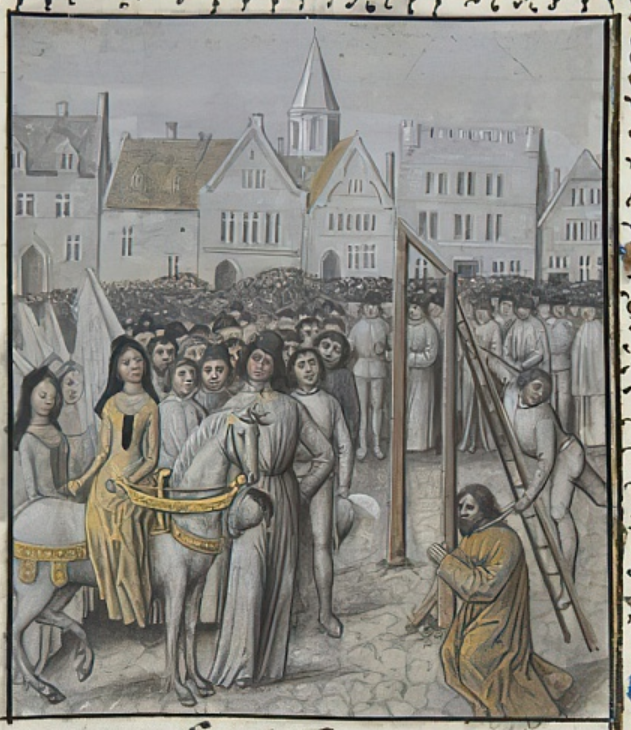
Terechtstelling van Willem Hugonet
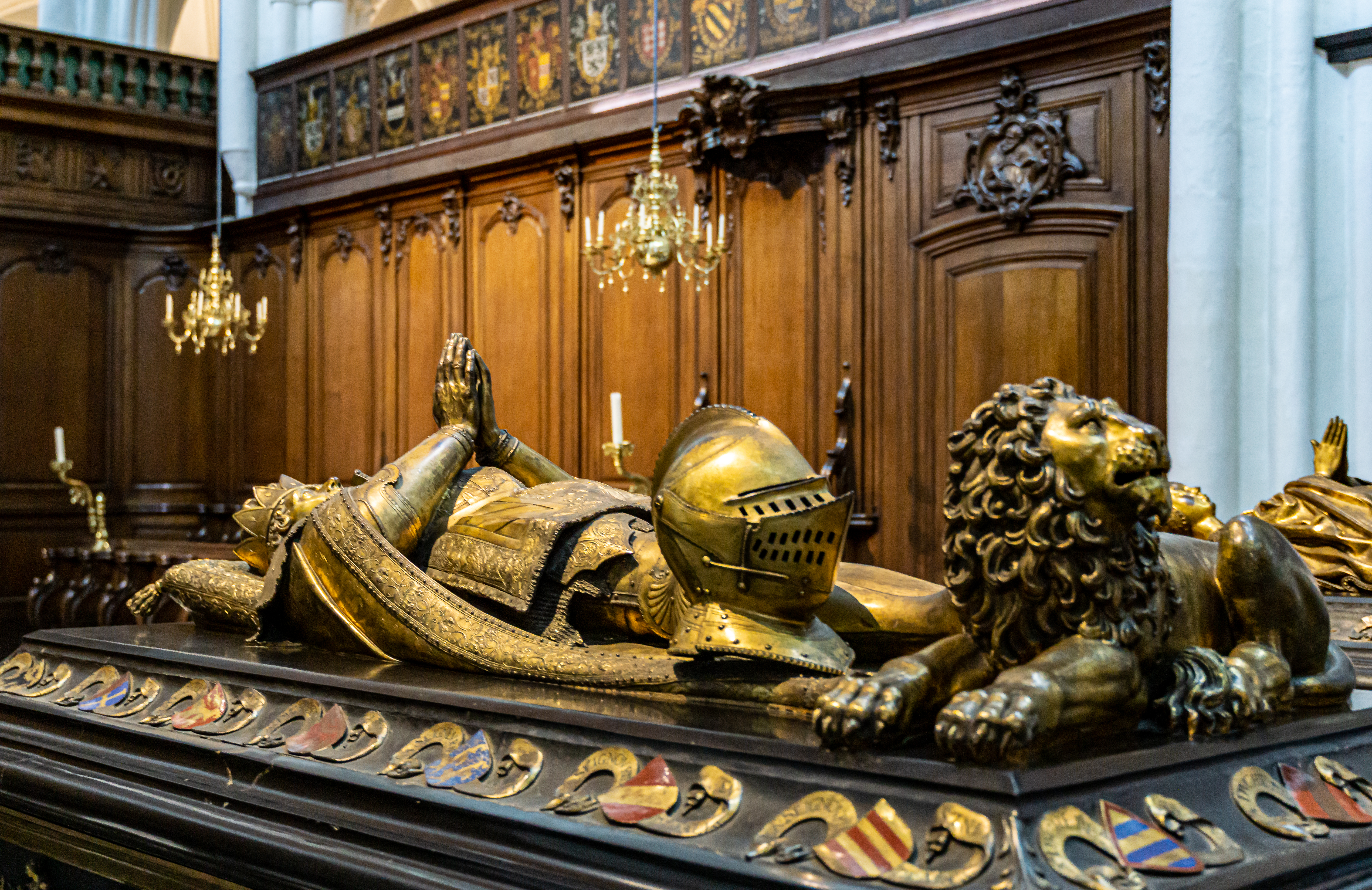
graf van Karel de Stoute
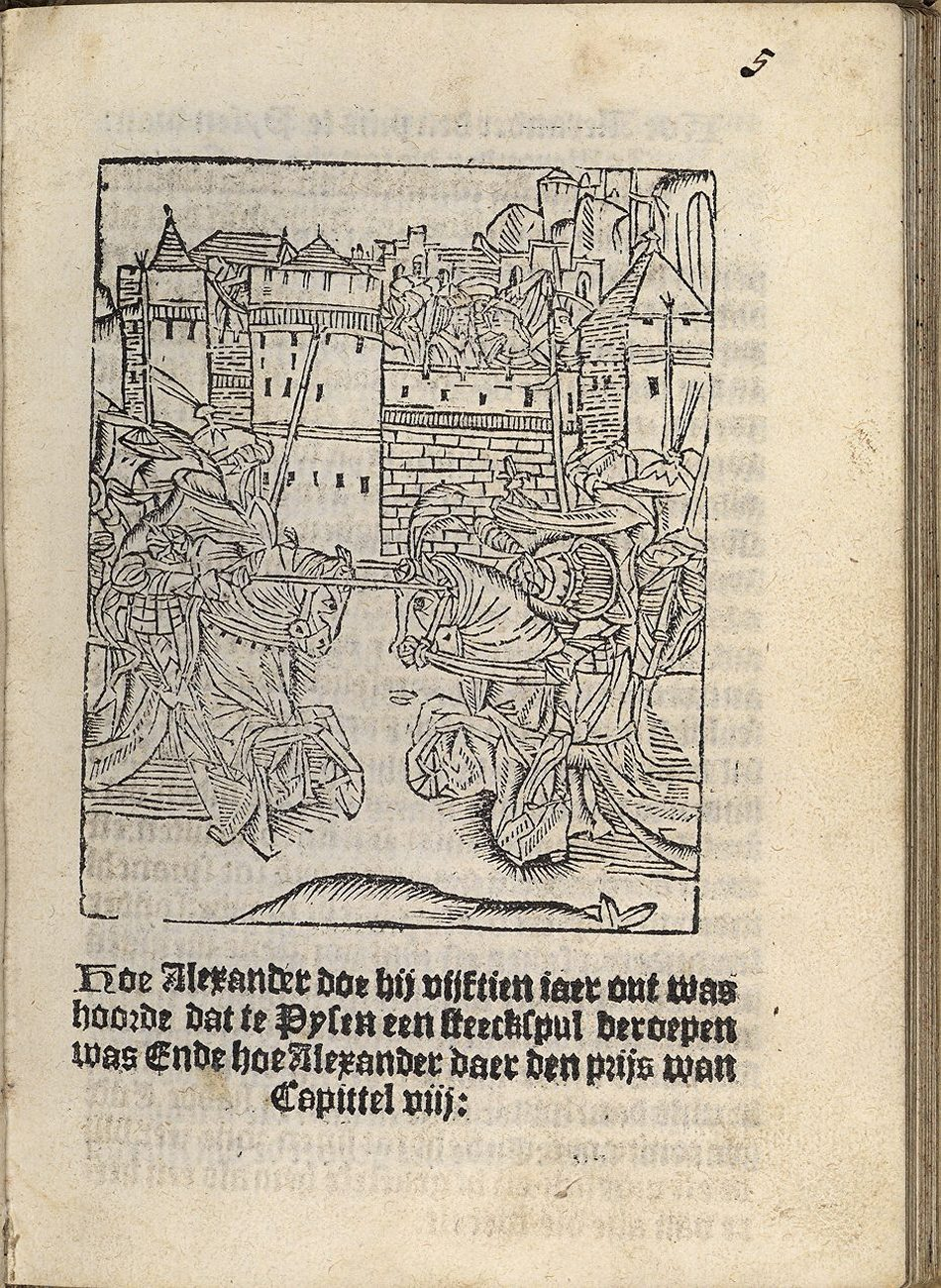
Die hystorie vanden grooten Coninck Alexander
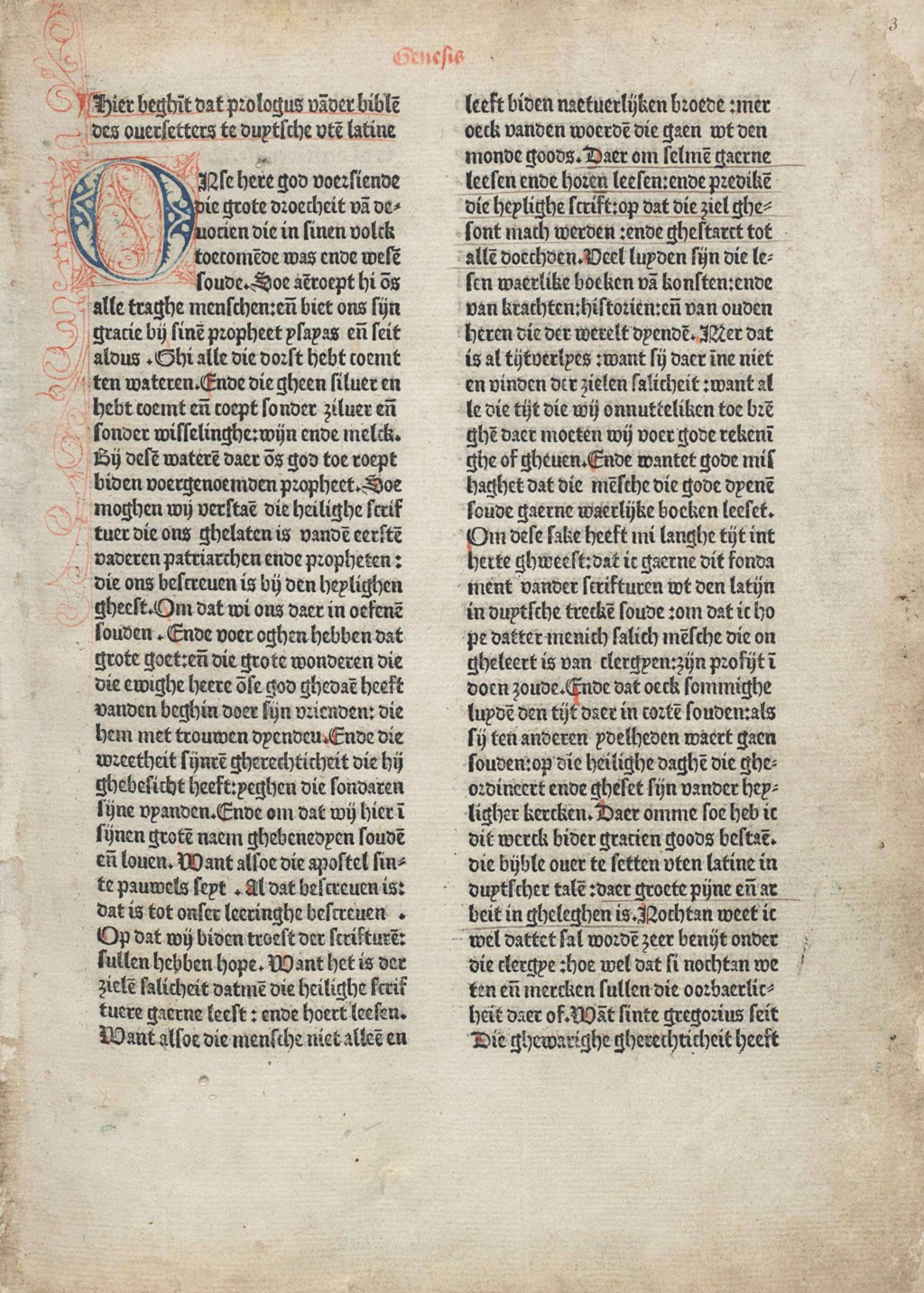
Delftse Bijbel
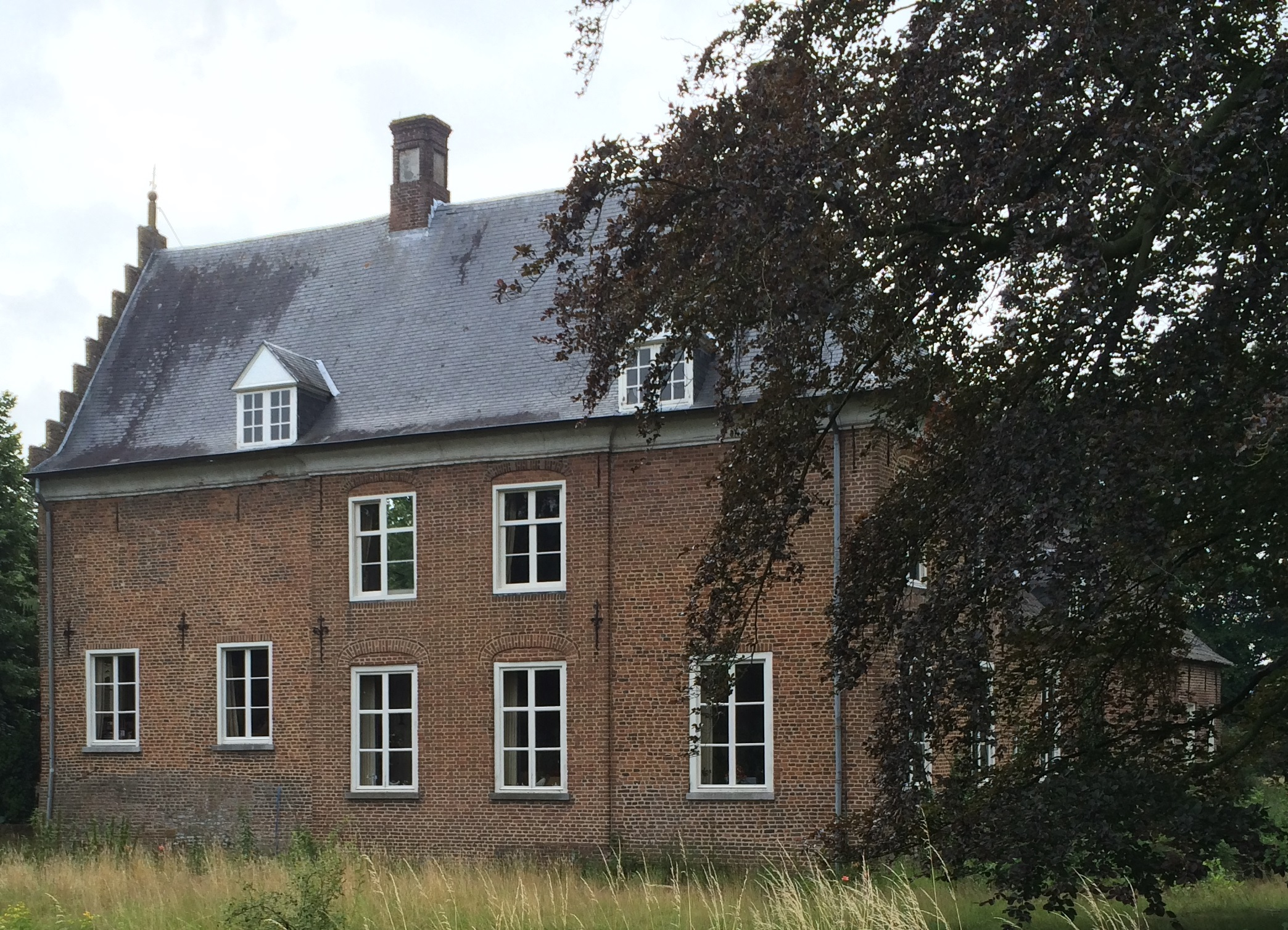
Kasteel Aldendriel, Mill
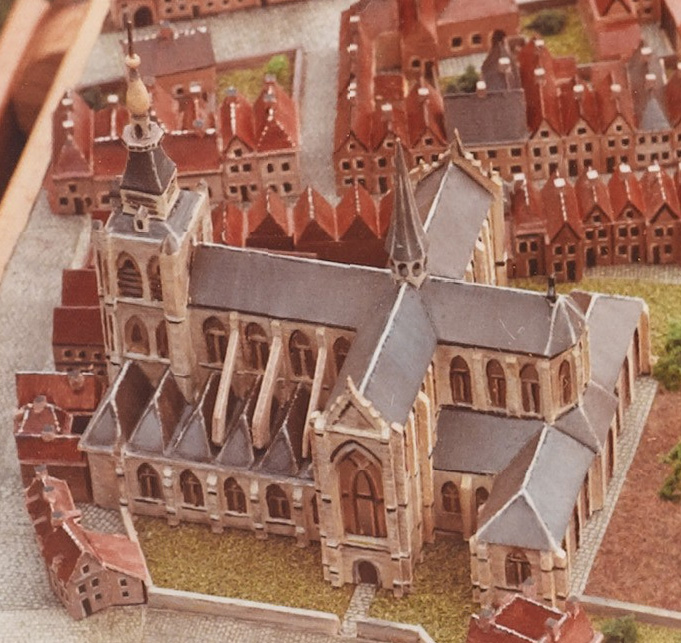
Sint Gertrudiskerk, Bergen op Zoom (maquette)
Frankrijk en de Bourgondische landen in 1477

## Geboren
- 14 januari Herman V van Wied, aartsbisschop van Keulen
- 25 januari - Anna van Bretagne, hertogin van Bretagne (1488-1514), echtgenote van Maximiliaan I, Karel VIII en Lodewijk XII
- maart - George Plantagenet, Engels prins
- 22 juni - Thomas Grey, Engels hoveling
- Pierre de la Baume, prins-bisschop van Geneve
- Juan de Homedes, grootmeester van de Orde van Sint-Jan
- Il Sodoma, Italiaans schilder
- Lü Ji, Chinees schilder
- Thomas Boleyn, Engels politicus (jaartal bij benadering)
- Francisco de los Cobos, Spaans staatsman (jaartal bij benadering)
- Berend van Hackfort, Gelders edelman en legerleider (jaartal bij benadering)
- Giorgione, Italiaans schilder (jaartal bij benadering)
- Jan II van Legnica, Silezisch edelman (jaartal bij benadering)
- Jan van Luxemburg-Ville, Bourgondisch staatsman (jaartal bij benadering)
- Reinier Snoy, Nederlands historicus en geleerde (jaartal bij benadering)

## Overleden
- 5 januari - Karel de Stoute (43), hertog van Bourgondië (1467-1477)
- 9 maart - Hendrik IV (~59), hertog van Mecklenburg
- 18 maart - Przemysław II van Teschen (~56), Silezisch edelman
- 3 april - Gwijde van Brimeu (~43), Bourgondisch staatsman
- 3 april - Willem Hugonet, Bourgondisch staatsman
- 21 april - Filips II van Erbach (~46), Duits edelman
- 18 mei - Jan Barbesaen, Vlaams politicus
- 27 juni - Adolf van Egmond (39), hertog van Gelre (1465-1471, 1477)
- 4 augustus - Jacob van Armagnac (~44), Frans edelman
- 12 september - Hendrik III van Nassau-Beilstein, Duits edelman
- 14 september - Peter van Supravilla bisschop van Orange
- 25 oktober - Raes van Heers (~59), Luiks edelman
- Claude Bausmont, Lotharings edelman
- Hendrick Bentinck, Gelders bestuurder
- Francesco del Cossa, Italiaans schilder
- Adriaan Freys van Kuinre, Nederlands edelman
- Hendrik Herp, Brabants religieus schrijver (jaartal bij benadering)

## Trivia
- Het evenement De Quaeye Werelt heeft het jaar 1477 tot thema.